# Daniel Powter

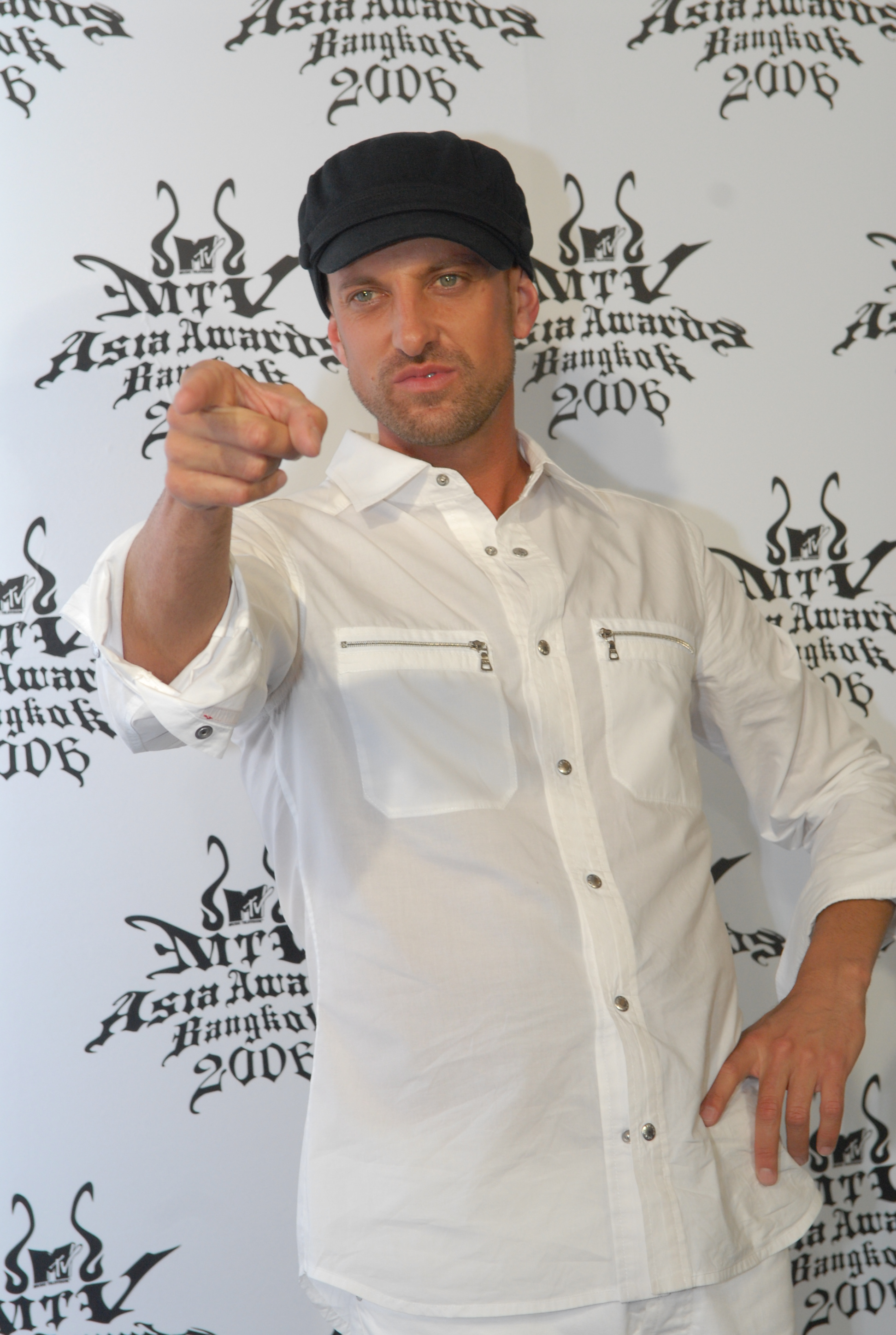
Daniel Powter bij de MTV Asia Awards in 2006

Daniel Richard Powter (Vernon, 25 februari 1971) is een Canadese zanger uit Brits-Columbia. Hij zingt een mix van pop en soul.

## Biografie
Ooit begon Powter, onder druk van zijn moeder, met viool. Hijzelf zag veel meer in een rockband, maar hij was zo verlegen dat hij met zijn rug naar het publiek toe speelde. Nu is hij bekend en heeft hij een carrière als solozanger opgebouwd. Platenbaas en producer Mitchell Froom (Paul McCartney en Elvis Costello) zit achter Powters plaat DP, waarvan de singles Bad Day en Jimmy Gets High bij ons ook hoge ogen gooiden in de hitlijsten. De muziek op zijn album DP (Warner Music) is poppy en catchy. Muziek van Powter wordt vaak op radiozenders zoals Sky Radio gedraaid, omdat het erg radiovriendelijke nummers zijn.
Het Amerikaanse muziekblad Billboard riep in december 2009 Bad day uit tot grootste one-hit wonder 2000's.

## Discografie

### Albums
| Album met eventuele hitnotering(en) in de Nederlandse Album Top 100 | Datum van verschijnen | Datum van binnenkomst | Hoogste positie | Aantal weken | Opmerkingen |
| ------------------------------------------------------------------- | --------------------- | --------------------- | --------------- | ------------ | ----------- |
| I'm your Betty                                                      | 2000                  | -                     |                 |              |             |
| dp                                                                  | 22-03-2005            | 07-05-2005            | 29              | 23           |             |
| Under the radar                                                     | 19-09-2008            | -                     |                 |              |             |

| Album met hitnotering(en) in de Vlaamse Ultratop 200 albums | Datum van verschijnen | Datum van binnenkomst | Hoogste positie | Aantal weken | Opmerkingen |
| ----------------------------------------------------------- | --------------------- | --------------------- | --------------- | ------------ | ----------- |
| dp                                                          | 2005                  | 28-05-2005            | 32              | 3            |             |

### Singles
| Single met eventuele hitnotering(en) in de Nederlandse Top 40 | Datum van verschijnen | Datum van binnenkomst | Hoogste positie | Aantal weken | Opmerkingen |
| ------------------------------------------------------------- | --------------------- | --------------------- | --------------- | ------------ | ----------- |
| Bad day                                                       | 2005                  | 07-05-2005            | 6               | 21           | Alarmschijf |
| Jimmy gets high                                               | 2005                  | 17-09-2005            | 33              | 5            |             |
| Free loop                                                     | 2006                  | 29-04-2006            | tip15           | -            |             |
| Love you lately                                               | 2007                  | 27-01-2007            | tip2            | -            |             |

| Single met hitnotering(en) in de Vlaamse Ultratop 50 | Datum van verschijnen | Datum van binnenkomst | Hoogste positie | Aantal weken | Opmerkingen |
| ---------------------------------------------------- | --------------------- | --------------------- | --------------- | ------------ | ----------- |
| Bad day                                              | 2005                  | 02-04-2005            | 5               | 20           |             |
| Jimmy gets high                                      | 2005                  | 10-09-2005            | 46              | 2            |             |
| Free loop                                            | 2006                  | 01-04-2006            | tip11           | -            |             |
| Next plane home                                      | 2008                  | 20-09-2008            | tip10           | -            |             |

### NPO Radio 2 Top 2000
| Nummer met noteringen in de NPO Radio 2 Top 2000 | '05 | '06  | '07  | '08  | '09  | '10  | '11  | '12  | '13  |
| ------------------------------------------------ | --- | ---- | ---- | ---- | ---- | ---- | ---- | ---- | ---- |
| Bad Day                                          | 820 | 1337 | 1574 | 1715 | 1881 | 1544 | 1665 | 1536 | 1979 |

1. ↑  Een vetgedrukt getal geeft de hoogste notering aan.
2. ↑  2005 was het eerste jaar met een notering voor dit nummer.
3. ↑  Deze tabel is bijgewerkt tot en met de laatste editie (2024).